# Parafia św. Bartłomieja Apostoła w Domaniewicach
Parafia św. Bartłomieja Apostoła w Domaniewicach – parafia rzymskokatolicka należąca do dekanatu Głowno diecezji łowickiej. Erygowana w XIV w.

## Zasięg parafii
Do parafii należą wierni z miejscowości: Albinów (część), Błota Krępskie, Domaniewice, Krępa, Reczyce, Rogóźno, Sapy, Skaratki, Skaratki pod Las, Skaratki pod Rogóźno, Stare Grudze, Stroniewice, Strzebieszew i Wola Lubiankowska (część). W Domaniewicach mieści się Sanktuarium Matki Bożej Domaniewickiej Pocieszycielki Strapionych.